# 颶風洛倫佐 (2019年)
颶風洛倫佐（英語：Hurricane Lorenzo）是有紀錄以來大西洋最東邊的最強烈熱帶氣旋，為2019年北大西洋第13個熱帶氣旋、第12個命名的風暴以及第5個颶風。洛倫佐形成於非洲西部海岸，因條件良好強度增強迅速，於9月28日增強為五級颶風，為2019年大西洋洋面第二個五級颶風。

## 氣象歷史
9月19日，國家颶風中心開始針對非洲西岸的可能熱帶擾動進行觀察。9月22日，該熱帶擾動成型於非洲西部海面。
9月23日，國家颶風中心將其升格為熱帶性低氣壓，編號13E。9月23日晚間，升格為熱帶風暴，命名為洛倫佐（Lorenzo）。9月25日，由於條件良好，洛倫佐迅速升格為一級颶風。同日，升格為二級颶風，並開始第一輪的眼牆置換。9月26日，完成眼牆置換的洛倫佐迅速增強為四級颶風。

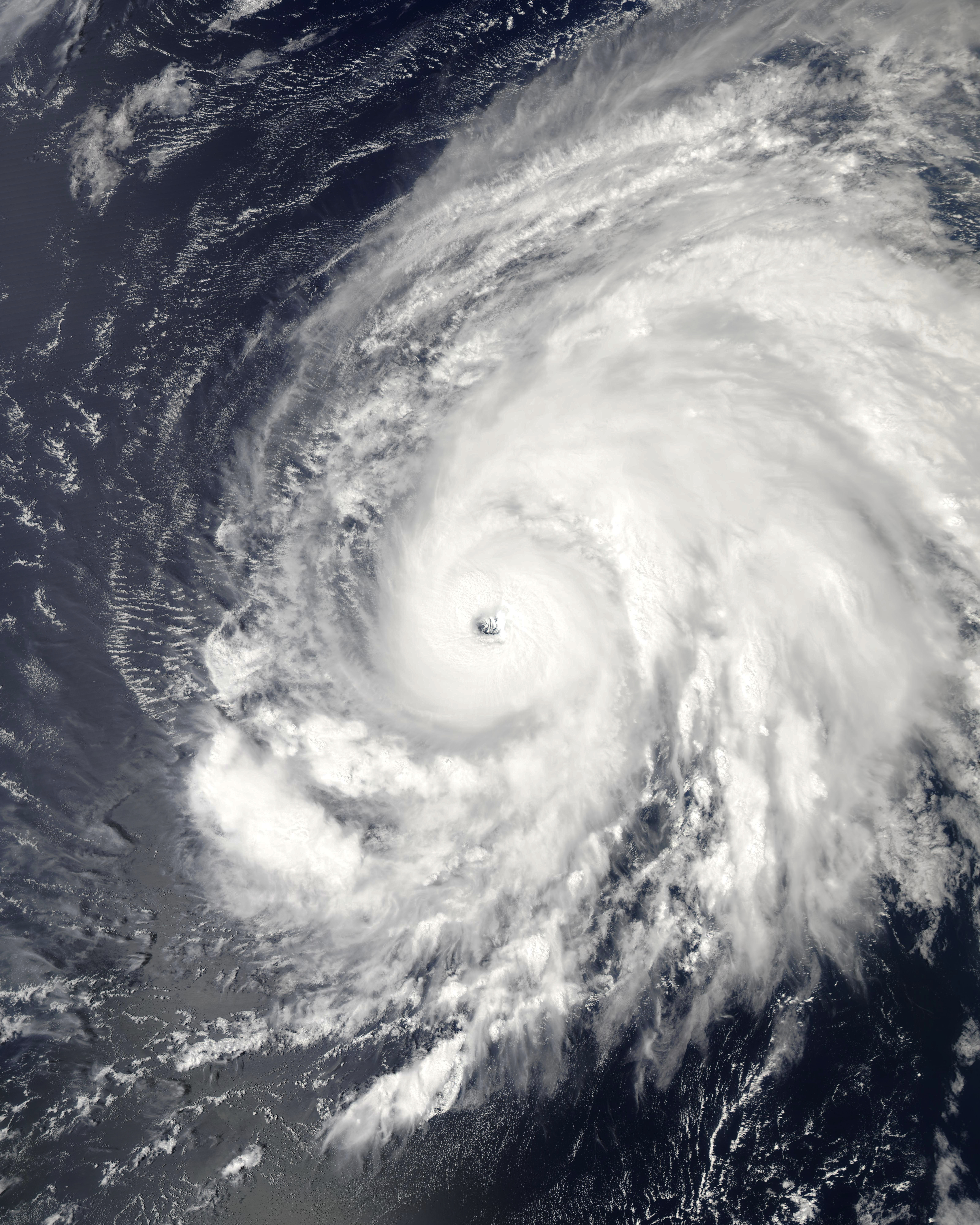
颶風洛倫佐將近首次強度巔峰的衛星雲圖

9月27日，洛倫佐開始緩慢轉北，並開始新一輪的眼牆置換，強度略微減弱。9月28日，完成眼牆置換的洛倫佐接近三級颶風下限，原本國家颶風中心預測會繼續減弱，但因風切減弱，洛倫佐迅速地重新增強為四級颶風。9月28日深夜，國家颶風中心將其升格為五級颶風，為2019年第二個大西洋五級颶風，也是有紀錄以來大西洋最東邊的最強烈颶風，超越1989年的原紀錄保持者颶風雨果。
洛倫佐維持五級颶風強度的時間極短，9月29日凌晨，由於風切增強、較冷的海水、乾燥空氣、以及新一輪眼牆置換，強度降回四級颶風，之後逐漸降回二級颶風。30日晚上六時，眼牆置換完成，重新打開風眼，並在晚上八時達到巔峰，強度達到90節。其後並再次進入眼牆置換。由於洛倫佐暴風圈的範圍廣大，攪動了許多較冷的海水上來，其強度迅速減弱。10月2日上午，洛倫佐中心經過亞速爾群島的弗洛雷斯島西端海面，於此時減弱為一級颶風。經過亞速爾群島之後，從雲層開始明顯不對稱可以看出，洛倫佐開始進入溫帶氣旋轉換過程。
10月2日稍晚，洛倫佐終於完成轉換，成為一個強烈的溫帶氣旋。

## 防災措施

### 亞速爾群島
9月29日，由於洛倫佐朝向亞速爾群島前進，國家颶風中心提醒該地居民與前往的旅客須多加留意颶風動向。

### 美國
儘管颶風距離岸邊有2,000英里遠，美國北卡羅萊納州仍建議海邊戲水與游泳的旅客遠離岸邊，因為已觀察到超過7英尺的巨浪。

### 愛爾蘭
10月2日，提供愛爾蘭氣象服務的愛爾蘭氣象局針對西部六個郡發布橙色暴風警告，警報有效期間為格林威治時間10月3日下午6時至10月4日凌晨三時。

### 英國
英國氣象局指出英國西部將會有強風與豪雨，並針對北愛爾蘭部分地區發布天氣警報、針對英格蘭與威爾斯部分地區發布洪水警報。

## 影響
9月27日，一艘乘載14人的法籍船隻Bourbon Rhode因穿越洛倫佐而發出遇險信號，國家颶風中心派遣前往搜尋該船隻。9月28日，確認該船已沉沒，3名船員已獲救，其餘11名下落不明。9月29日，發現三具船員遺體，為颶風洛倫佐造成的第一起死亡紀錄。

## 外部連結
- 國家颶風中心針對颶風洛倫佐發布的消息紀錄 （页面存档备份，存于）